# Asturodes
Asturodes là một chi bướm đêm thuộc họ Crambidae.

## Species
- Asturodes bioalfae Solis in Solis, Phillips-Rodríguez, Hallwachs, Dapkey & Janzen, 2020, found in Costa Rica[3]
- Asturodes encisoensis Solis in Solis, Phillips-Rodríguez, Hallwachs, Dapkey & Janzen, 2020, found in Costa Rica[3]
- Asturodes fimbriauralis (Guenée, 1854), type species, reportedly found in Belize, Brazil, Costa Rica, Dominican Republic, Ecuador, Mexico, Panama, Puerto Rico, Suriname, Trinidad and Tobago,[5] United States (Florida),[6] and Peru.[7] (but these sources predate the description of the other three species)
- Asturodes junkoshimurae Solis in Solis, Phillips-Rodríguez, Hallwachs, Dapkey & Janzen, 2020, found in Costa Rica[3]